# ورزشکاران مستقل المپیک در المپیک تابستانی ۲۰۱۶
ورزشکاران مستقل المپیک در المپیک تابستانی ۲۰۱۶ در ریو دو ژانیرو، برزیل، از ۵ تا ۲۱ اوت ۲۰۱۶ شرکت کردند. این تیم متشکل از ورزشکاران کویتی بود که زیر پرچم المپیک به رقابت پرداختند، زیرا کمیته المپیک کویت توسط کمیته بین‌المللی المپیک، برای دومین بار در پنج سال گذشته به دلیل دخالت دولت تعلیق شده بود.
علاوه بر ورزشکاران مستقل، ده پناهنده قرار بود تحت پرچم المپیک به عنوان تیم پناهندگان المپیک به رقابت بپردازند که یک تیم جداگانه را تشکیل می‌داد.
فهد الدیهانی تیرانداز کویتی اولین ورزشکار مستقلی شد که مدال طلا گرفت.

## مدال‌آوران
| مدال | نام             | ورزش      | رویداد            | تاریخ  |
| ---- | --------------- | --------- | ----------------- | ------ |
| طلا  | فهد الدیهانی    | تیراندازی | تراپ دوتایی مردان | ۱۰ اوت |
| برنز | عبدالله الرشیدی | تیراندازی | اسکیت مردان       | ۱۳ اوت |

## شرکت‌کنندگان
| ورزش      | مردان | زنان | کل |
| --------- | ----- | ---- | -- |
| تیراندازی | ۶     | ۰    | ۶  |
| شنا       | ۱     | ۱    | ۲  |
| شمشیربازی | ۱     | ۰    | ۱  |
| کل        | ۸     | ۱    | ۹  |

## زمینه
کمیته المپیک کویت به دلیل دخالت دولت تعلیق شد. این تعلیق از اکتبر ۲۰۱۵ آغاز شد. کویت یک بار نیز در سال ۲۰۱۰ تعلیق شد، اما این تعلیق قبل از شروع المپیک ۲۰۱۲ برداشته شد.

## شمشیربازی
یک شمشیرباز از این تیم به عنوان ورزشکار مستقل در مسابقات المپیک شرکت کرد. عبدالعزیز الشطی با کسب رتبه اول در مسابقات انتخابی منطقه آسیایی در ووشی، چین، سهمیه المپیک خود را در مسابقات قهرمانی مردان کسب کرده بود که نشان‌دهنده بازگشت ورزشکاران کشور به این ورزش در المپیک برای اولین بار از سال ۲۰۰۰ بود.
| ورزشکار         | رویداد    | ۱/۶۴ نهایی              | ۱/۳۲ نهایی | ۱/۱۶ نهایی | یک‌چهارم نهایی | نیمه‌نهایی  | فینال / م‌ب | فینال / م‌ب |
| ورزشکار         | رویداد    | حریف نتیجه              | حریف نتیجه | حریف نتیجه | حریف نتیجه    | حریف نتیجه | حریف نتیجه | رتبه       |
| --------------- | --------- | ----------------------- | ---------- | ---------- | ------------- | ---------- | ---------- | ---------- |
| عبدالعزیز الشطی | اپه مردان | ردلی (HUN) · شکست ۱۳–۱۴ | راه نیافت  | راه نیافت  | راه نیافت     | راه نیافت  | راه نیافت  | راه نیافت  |

## تیراندازی
تیراندازان انفرادی کویت - که به عنوان ورزشکاران مستقل شرکت می‌کنند و نه برای کشورشان - به واسطه بهترین نتایج خود در مسابقات جهانی ۲۰۱۵ شاتگان و مسابقات قهرمانی آسیا، زمانی که حداقل امتیاز مقدماتی (MQS) را به دست آوردند، سهمیه مسابقات را کسب کردند.
| ورزشکار            | رویداد            | مقدماتی | مقدماتی | نیمه‌نهایی | نیمه‌نهایی | فینال     | فینال     |
| ورزشکار            | رویداد            | امتیاز  | رتبه    | امتیاز    | رتبه      | امتیاز    | رتبه      |
| ------------------ | ----------------- | ------- | ------- | --------- | --------- | --------- | --------- |
| احمد العفاسی       | تراپ دوتایی مردان | ۱۲۸     | ۱۵      | راه نیافت | راه نیافت | راه نیافت | راه نیافت |
| فهد الدیهانی       | تراپ دوتایی مردان | ۱۳۵     | ۶       | ۲۸        | ۱         | ۲۶        | 1         |
| عبدالرحمان الفیهان | تراپ مردان        | ۱۱۵     | ۱۴      | راه نیافت | راه نیافت | راه نیافت | راه نیافت |
| خالد المضاف        | تراپ مردان        | ۱۱۷     | ۸       | راه نیافت | راه نیافت | راه نیافت | راه نیافت |
| عبدالله الرشیدی    | اسکیت مردان       | ۱۲۳     | ۱       | ۱۴        | ۴         | ۱۶        | 3         |
| سعود حبیب          | اسکیت مردان       | ۱۱۷     | ۲۰      | راه نیافت | راه نیافت | راه نیافت | راه نیافت |

## شنا
کویت یک دعوت‌نامه جهانی از فینا برای اعزام دو شناگر (یک مرد و یک زن) به المپیک دریافت کرد.
| ورزشکار  | رویداد               | مقدماتی | مقدماتی | نیمه‌نهایی | نیمه‌نهایی | فینال     | فینال     |
| ورزشکار  | رویداد               | زمان    | رتبه    | زمان      | رتبه      | زمان      | رتبه      |
| -------- | -------------------- | ------- | ------- | --------- | --------- | --------- | --------- |
| عباس قلی | ۱۰۰ متر پروانه مردان | ۵۴.۶۳   | ۳۶      | راه نیافت | راه نیافت | راه نیافت | راه نیافت |
| فی سلطان | ۵۰ متر آزاد زنان     | ۲۶.۸۶   | ۵۴      | راه نیافت | راه نیافت | راه نیافت | راه نیافت |